# Sandarakcypress
Sandarakcypress (Tetraclinis articulata), även kallad sandarak eller sandarakträd är en cypressväxtart som först beskrevs av Vahl, och fick sitt nu gällande namn av Maxwell Tylden Masters. Sandarakcypress år ensam i släktet Tetraclinis som ingår i familjen cypressväxter. Inga underarter finns listade i Catalogue of Life.
Sandarakcypressens utbredning är sydöstra Spanien, Malta, och nordvästra Afrika (Marocko, Algeriet, Tunisien). Arten växer i låglandet och i bergstrakter upp till 1800 meter över havet. Den hittas vanligen i regioner där den årliga nederbörden ligger mellan 300 och 500 mm. Sandarakcypress behöver tillfälliga bränder för fröns utveckling. Flera bränder kan däremot skada trädet.
Betande husdjur skadar trädet i norra Afrika. Beståndet i Europa hotas av landskapsförändringar. Hela populationen anses vara stor. IUCN kategoriserar arten globalt som livskraftig.
Från trädet utvinns sandarak.

## Bildgalleri

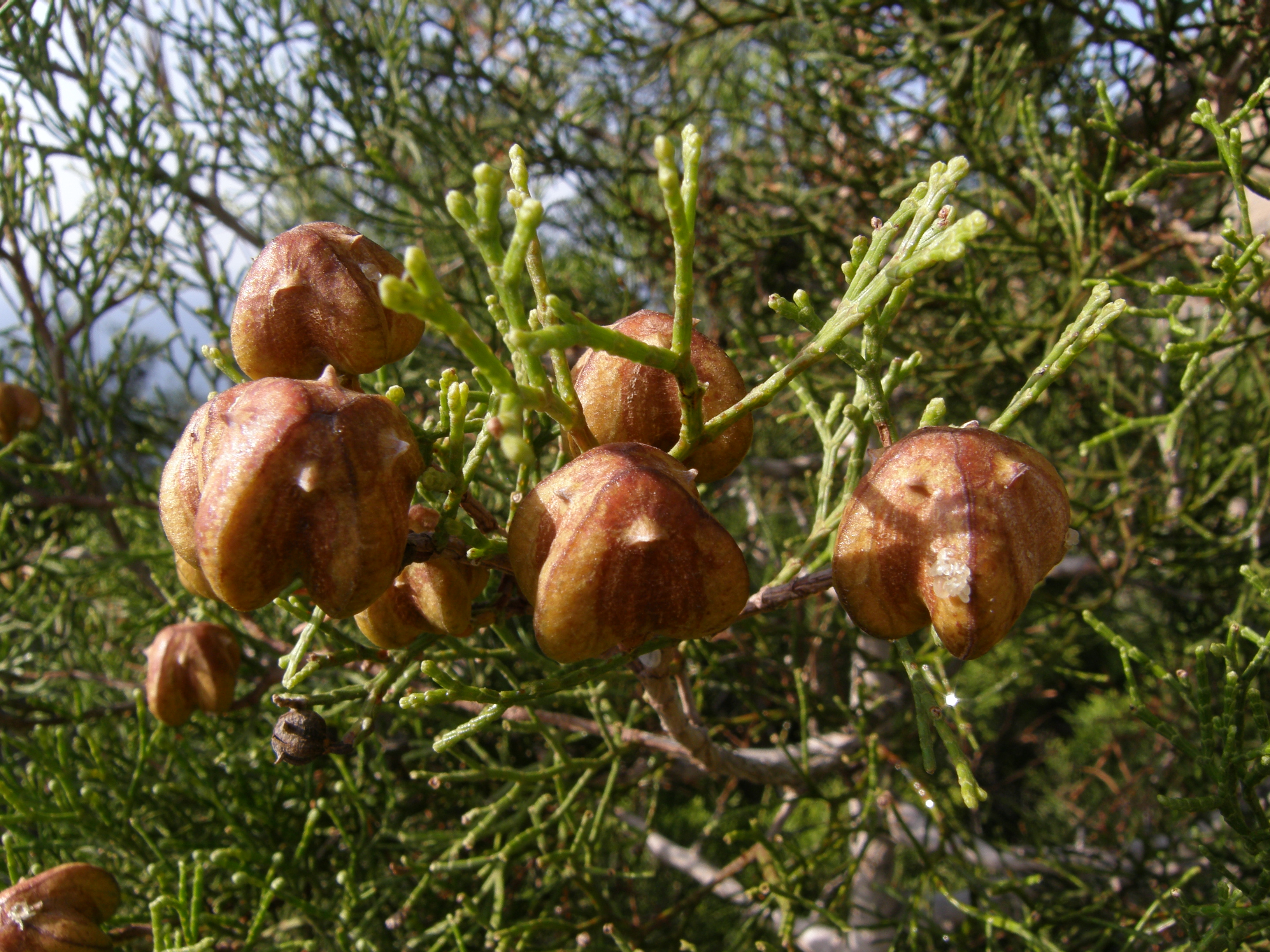
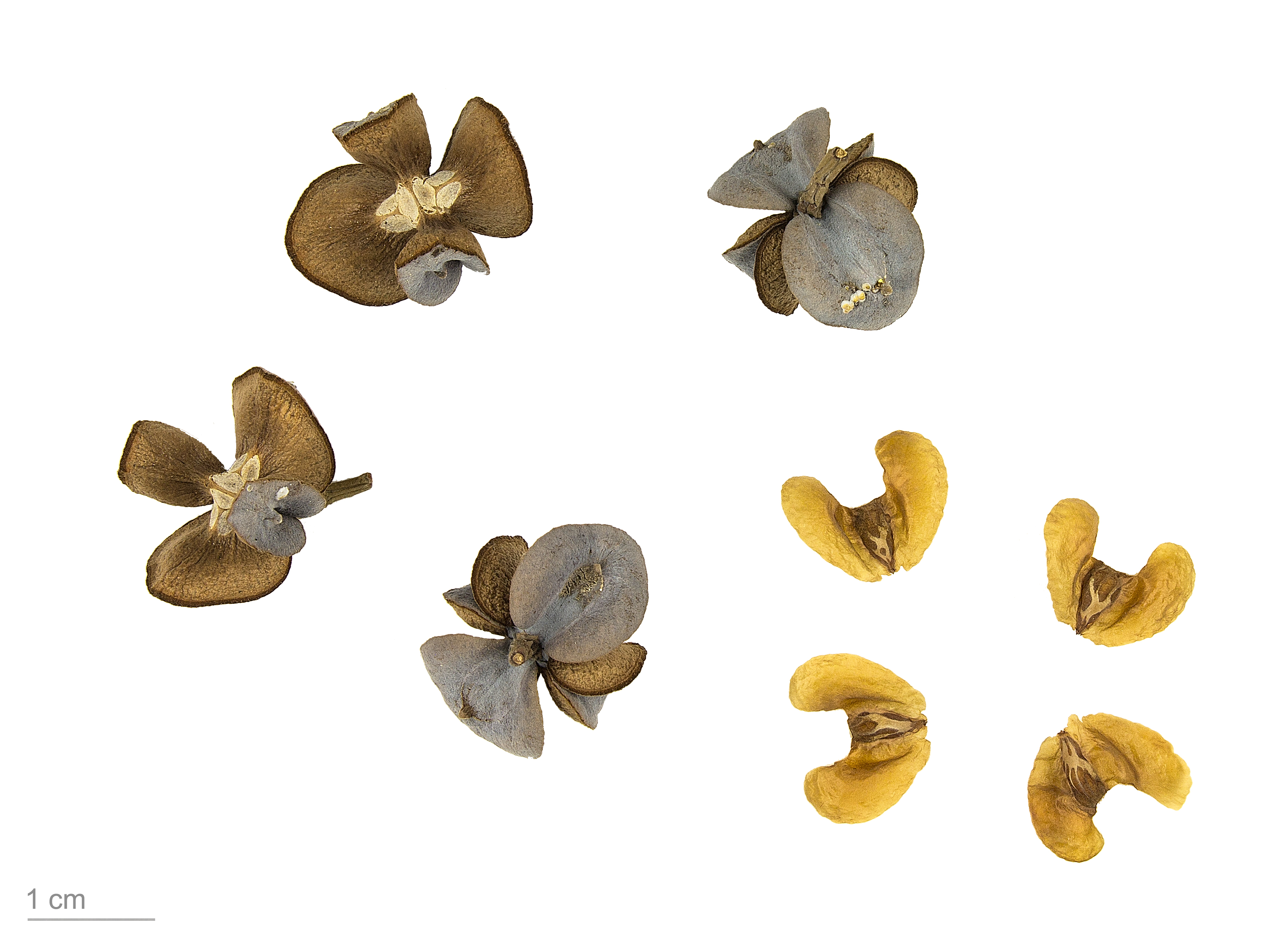
Tetraclinis articulata - Museum specimen